# Grandma Moses
Grandma Moses, pseudonimo di Anna Mary Robertson Moses, originariamente Anna Mary Robertson (Greenwich, 7 settembre 1860 – Hoosick Falls, 13 dicembre 1961), è stata una pittrice statunitense di arte popolare.
Lo stile pittorico naïf di Grandma Moses, classificato dagli specialisti come American primitive, predilige scene agresti e intimiste ambientate nelle campagne americane. L'artista fa uso di colori puri e brillanti e presta grande attenzione ai particolari; la maggior parte delle sue opere sono oli su tavola di masonite.

## Biografia

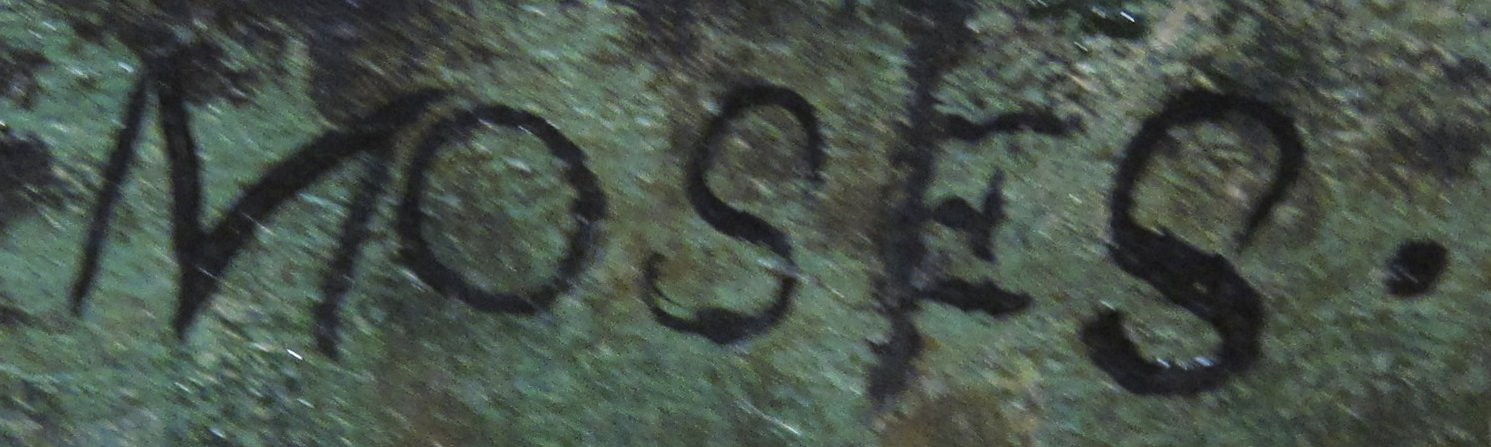
Firma di Grandma Moses

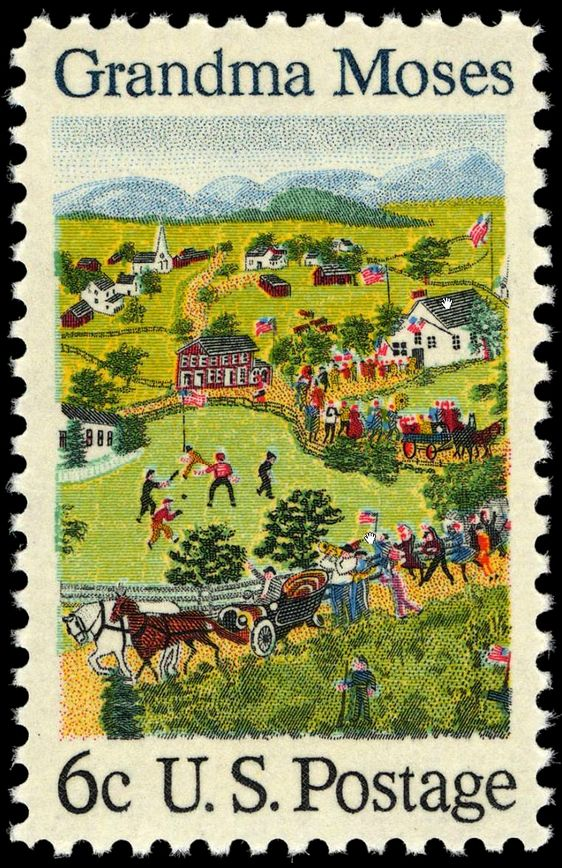
Francobollo del 1969 raffigurante l'opera July Fourth di Grandma Moses

Nata e cresciuta a Greenwich, un paese dello stato di New York, Anna Mary Robertson abbandonò la fattoria dei suoi genitori all'età di dodici anni. Nel 1887 sposò il contadino Thomas Moses con cui ebbe una relazione perdurata fino al 1927, anno della morte di quest'ultimo.
Sebbene avesse già imparato a dipingere e ricamare da autodidatta, Grandma Moses si dedicò con costanza all'attività di pittrice soltanto intorno al 1936, quando aveva ormai raggiunto i 76 anni di età. Moses venne notata per la prima volta nel 1939 dal collezionista d'arte Louis Caldor che, dopo essere rimasto colpito dalle opere di Moses esposte in un negozio di Hoosick Falls, decise di comprare tutti i 15 dipinti dell'anziana pittrice non ancora venduti. Durante il mese di ottobre dello stesso anno, tre tavole di Moses vennero esposte in una mostra tenuta al MoMA di New York dedicata a pittori contemporanei sconosciuti. Durante l'anno seguente, 35 dipinti di Grandma Moses vennero esposti alla Galerie St. Etienne di New York e successivamente l'artista è stata omaggiata in circa 150 mostre personali negli Stati Uniti e in Europa. Nel 1944, Moses realizzò Over the River to Grandma's House, la sua opera più nota. A partire dal 1946 i suoi dipinti iniziarono a essere raffigurati su stampe e cartoline natalizie che godettero di grande fortuna. A lei sono attribuite circa 2000 opere. 
Si spense nel 1961, all'età di 101 anni. È sepolta nel Maple Grove New Cemetery di Hoosick Falls.
Vent'anni dopo la sua morte, venne citata dallo scrittore Georges Simenon nel suo ultimo libro Memorie Intime, in cui dichiarava di essere un suo ammiratore.